# Kelen Dóra
Kelen Dóra, Kelen Dorottya Klára (Szucsány, 1910. március 2. – Budapest, 1973. július 13.) színésznő, előadóművész.

## Élete
Klein Sándor és Sim Ilona lánya. 1934-ben végezte el a Színművészeti Akadémiát, ahol Fáy Szeréna, Hevesi Sándor és Ódry Árpád tanítványa volt. Először a Nemzeti Színház Kamaraszínházához szerződött, majd 1936-tól a Vígszínház tagja volt. Az 1930-as években csatlakozott a munkásmozgalomhoz. Szavalóművészként gyakran fellépett a Zeneakadémián és különböző előadóesteken. 1940 és 1944 között zsidó származása miatt csak az OMIKE Művészakcióban léphetett színpadra. 1945 után a Kulturális Kapcsolatok Intézetében dolgozott, és gyakran tűnt fel televíziós és rádiós műsorokban. Szerkesztett mese- és versantológiákat is.

## Szerepei

### Főbb színházi szerepei
- Herczeg Ferenc: Bizánc – Iréné
- Rákosi Jenő: Magdolna – Koronainé

### Filmszerepe
- Nem élhetek muzsikaszó nélkül (1935) – méltóságos asszony, vendég a mulatságon

## Díjai, elismerései
- Szocialista Hazáért érdemrend (1968)
- Munka Érdemrend arany fokozata (1968)